# Baranoa
Baranoa est une municipalité située dans le département d'Atlántico, en Colombie.

## Démographie
Selon les données récoltées par le DANE lors du recensement de la population colombienne en 2005, Baranoa compte une population de 50 261 habitants.